# 9º Congresso degli Stati Uniti d'America
Il 9º Congresso degli Stati Uniti d'America, formato dal Senato e dalla Camera dei rappresentanti, si è riunito presso il Campidoglio di Washington, D.C. dal 4 marzo 1805 al 4 marzo 1807 durante il quinto e sesto anno della presidenza di Thomas Jefferson (quindi durante il suo secondo mandato). In questo Congresso il Partito Democratico-Repubblicano ha mantenuto il controllo della maggioranza sia al Senato che alla Camera.

## Contesto ed eventi importanti

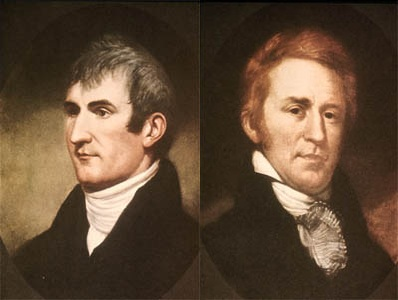
La spedizione di Lewis e Clark esplorò il Territorio della Louisiana appena acquistato dalla Francia e arrivò alla costa dell'Oceano Pacifico.

Il 9º Congresso ha continuato l'opera di allargamento dei confini degli Stati Uniti. Oltre alla creazione di una commissione (presso la Camera dei rappresentanti) incaricata di aiutare il Congresso nella gestione dell'enorme estensione del Territorio della Louisiana, la sua attenzione si è rivolta soprattutto alla questione della Florida occidentale, una disputa territoriale con la Spagna riguardo ai suoi confini. Nell'ambito del dibattito al Congresso su questa materia svolse un ruolo da protagonista il rappresentante John Randolph: ex portavoce del presidente Jefferson alla Camera dei rappresentanti, nel 1805 si allontanò dalla linea politica del presidente (e del Partito Democratico-Repubblicano) e si autoproclamò capo di una corrente del partito, gli Old Republicans, con l'obiettivo politico di limitare il ruolo del governo federale a vantaggio di quello degli Stati.
Ma il Congresso dovette affrontare anche altri problemi provenienti dall'Europa. Dopo che la marina britannica attaccò delle navi da carico statunitensi nell'ambito del suo conflitto contro la Francia napoleonica, il Congresso approvò una legge per limitare l'importazione di beni di provenienza britannica.

### Cronologia
- 4 marzo 1805 - Thomas Jefferson presta giuramento e diventa ufficialmente presidente degli Stati Uniti per un secondo mandato.
- 10 giugno 1805 - Si conclude il conflitto con gli stati nordafricani, il primo conflitto armato che ha visto gli Stati Uniti combattere al di fuori dei suoi confini. Gli Stati Uniti, intervenuti per contrastare gli atti di pirateria che negli ultimi anni del '700 avevano catturato diversi bastimenti commerciali statunitensi, dopo aver conquistato la città libica di Derna ottengono la restituzione dei suoi prigionieri (in cambio del pagamento di 60.000 dollari al pascià di Tripoli) in cambio della fine degli attacchi pirateschi nel Mediterraneo.
- 11 giugno 1805 - Detroit è colpita da un enorme incendio che distrugge quasi completamente l'intera città.
- 30 giugno 1805 - Diventa ufficiale l'istituzione del Territorio del Michigan.
- 4 luglio 1805 - Diventa ufficiale l'istituzione del Territorio della Louisiana.
- 7 novembre 1805 - La spedizione di Lewis e Clark raggiunge la costa del Pacifico.
- 15 luglio 1806 - Il tenente Zebulon Pike comincia una spedizione da St. Louis per esplorare le terre occidentali.
- 25 settembre 1806 - Lewis e Clark concludono la loro spedizione raggiungendo la città di St. Louis.
- 19 febbraio 1807 - L'ex vicepresidente Aaron Burr viene arrestato con l'accusa di alto tradimento. L'accusa sostiene che Burr abbia organizzato una vera e propria secessione allo scopo di costituire uno stato indipendente al centro del continente americano. Burr si difende sostenendo che le sue intenzioni erano quelle di fondare e gestire un'azienda agricola di 40.000 acri nel Territorio del Texas, un terreno che gli era stato concesso in prestito dalla Corona spagnola. Burr venne processato in Virginia di fronte ad una corte federale presieduta dal presidente della Corte suprema John Marshall e assolto per mancanza di prove.

## Atti legislativi approvati più importanti
- 29 marzo 1806: 2 Stat. 157, ch. 19 (An Act to regulate the laying out and making a road from Cumberland, in the state of Maryland, to the state of Ohio) - La legge approva i lavori per la costruzione di una strada che colleghi il fiume Potomac al fiume Ohio. La Cumberland Road (conosciuta anche come National Road) sarà ultimata nel 1837 e costituirà la principale via di transito per migliaia di persone che cercheranno fortuna ad ovest.
- 24 febbraio 1807: 2 Stat. 420, ch. 16 (An Act establishing Circuit Courts, and abridging the jurisdiction of the district courts in the districts of Kentucky, Tennessee and Ohio) - La legge riorganizza il sistema delle corti federali sparse sul territorio statunitense, oltre ad aumentare il numero dei giudici della Corte suprema degli Stati Uniti (da 6 a 7).
- 2 marzo 1807: 2 Stat. 426, ch. 22 (An Act to prohibit the importation of Slaves into any port or place within the jurisdiction of the United States, from and after the first day of January, in the year of our Lord one thousand eight hundred and eight) - La legge (promossa dal presidente Jefferson nel suo discorso sullo stato dell'Unione del 1806) vieta da quel momento in poi l'importazione di schiavi negli Stati Uniti.

## Nuovi territori
- 30 giugno 1805 - Da una porzione del Territorio dell'Indiana viene creato il Territorio del Michigan.

## Partiti

### Senato
|                               | Partiti         | Partiti |         |   |
| ----------------------------- | --------------- | ------- | ------- | - |
|                               |                 |         |         |   |
| Democratico-Repubblicano (DR) | Federalista (F) | Totali  | Vacanti |   |
| Congresso precedente          | 25              | 9       | 34      | 0 |
|                               |                 |         |         |   |
| Inizio                        | 26              | 7       | 33      | 1 |
| Fine                          | 26              | 7       | 33      | 1 |
| % Fine                        | 78,8%           | 21,2%   |         |   |
|                               |                 |         |         |   |
| Inizio Congresso successivo   | 28              | 6       | 34      | 0 |

### Camera dei rappresentanti
|                             | Partiti                       | Partiti         |        |         |
| --------------------------- | ----------------------------- | --------------- | ------ | ------- |
|                             |                               |                 |        |         |
|                             | Democratico-Repubblicano (DR) | Federalista (F) | Totali | Vacanti |
| Congresso precedente        | 102                           | 39              | 141    | 1       |
|                             |                               |                 |        |         |
| Inizio                      | 113                           | 26              | 139    | 3       |
| Fine                        | 112                           | 28              | 140    | 2       |
| % Fine                      | 80,0%                         | 20,0%           |        |         |
|                             |                               |                 |        |         |
| Inizio Congresso successivo | 115                           | 25              | 140    | 1       |

## Leadership

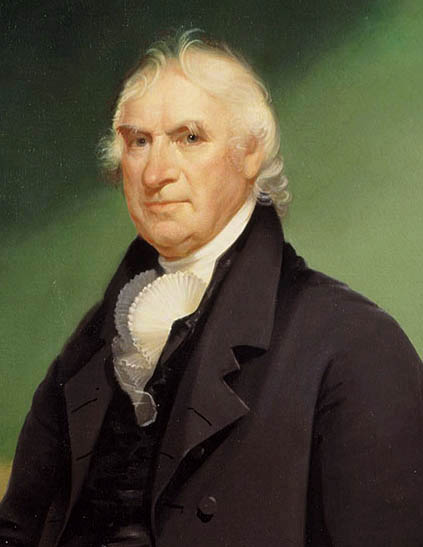
Il presidente del Senato George Clinton.

### Senato
- Presidente: George Clinton (DR)
- Presidente pro tempore: Samuel Smith (DR)

### Camera dei rappresentanti
- Speaker: Nathaniel Macon (DR)

## Membri

### Senato

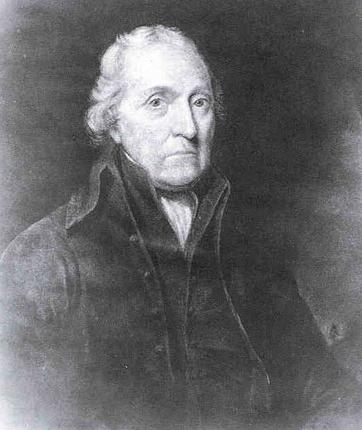
Il presidente pro tempore del Senato Samuel Smith (DR).

I senatori sono eletti ogni due anni e ad ogni Congresso ne viene rinnovato un terzo. Prima del nome di ogni senatore viene indicata la "classe", ovvero il ciclo di elezioni in cui è stato eletto. Nel 9º Congresso sono stati sottoposti ad elezione i senatori di classe 3.
Carolina del Nord
- 2. James Turner (DR), dal 22 dicembre 1805
- 3. David Stone (DR), fino al 17 febbraio 1807

     Vacante dal 17 febbraio 1807
Carolina del Sud
- 2. Thomas Sumter (DR)
- 3. John Gaillard (DR)

Connecticut
- 1. James Hillhouse (F)
- 3. Uriah Tracy (F)

Delaware
- 1. Samuel White (F)
- 2. James A. Bayard (F)

Georgia
- 2. Abraham Baldwin (DR)
- 3. James Jackson (DR), dal 19 marzo 1806

     John Milledge (DR), dal 19 giugno 1806
Kentucky
- 2. Buckner Thruston (DR)
- 3. John Breckinridge (DR), fino al 7 agosto 1805

     John Adair (DR), dall'8 novembre 1805 al 18 novembre 1806
     Henry Clay (DR), dal 19 novembre 1806
Maryland
- 1. Samuel Smith (DR)
- 3. Robert Wright (DR), fino al 12 novembre 1806

     Philip Reed (DR), dal 25 novembre 1806
Massachusetts
- 1. John Quincy Adams (F)
- 2. Timothy Pickering (F)

New Hampshire
- 2. Nicholas Gilman (DR)
- 3. William Plumer (F)

New Jersey
- 1. John Condit (DR)
- 2. Aaron Kitchell (DR)

New York
- 1. Samuel L. Mitchill (DR)
- 3. John Smith (DR)

Ohio
- 1. John Smith (DR)
- 3. Thomas Worthington (DR)

Pennsylvania
- 1. Samuel Maclay (DR)
- 3. George Logan (DR)

Rhode Island
- 1. Benjamin Howland (DR)
- 2. James Fenner (DR)

Tennessee
- 1. Joseph Anderson (DR)
- 2. Daniel Smith (DR)

Vermont
- 1. Israel Smith (DR)
- 3. Stephen R. Bradley (DR)

Virginia
- 1. Andrew Moore (DR)
- 2. William B. Giles (DR)

### Camera dei rappresentanti

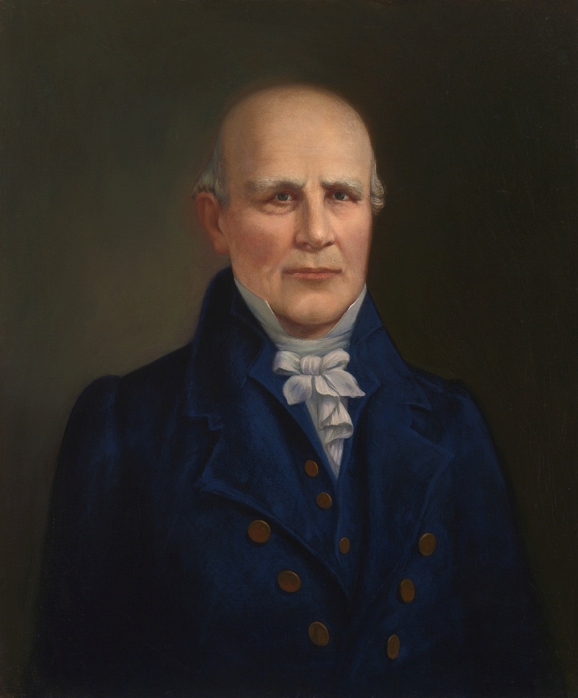
Lo speaker della Camera dei rappresentanti Nathaniel Macon (DR).

Nell'elenco, prima del nome del membro, viene indicato il distretto elettorale di provenienza o se quel membro è stato eletto in un collegio unico (at large).
Carolina del Nord
- 1. Thomas Wynns (DR)
- 2. Willis Alston (DR)
- 3. Thomas Blount (DR)
- 4. William Blackledge (DR)
- 5. Thomas S. Kenan (DR)
- 6. Nathaniel Macon (DR)
- 7. Duncan McFarlan (DR)
- 8. Richard Stanford (DR)
- 9. Marmaduke Williams (DR)
- 10. Nathaniel Alexander (DR), fino al novembre 1805

     Evan S. Alexander (DR), dal 24 febbraio 1806
- 11. James Holland (DR)
- 12. Joseph Winston (DR)

Carolina del Sud
- 1. Robert Marion (DR)
- 2. William Butler, Sr. (DR)
- 3. David R. Williams (DR)
- 4. O'Brien Smith (DR)
- 5. Richard Winn (DR)
- 6. Levi Casey (DR), fino al 3 febbraio 1807

     Vacante dal 3 febbraio 1807
- 7. Thomas Moore (DR)
- 8. Elias Earle (DR)

Connecticut
- At-large. Samuel W. Dana (F)
- At-large. John Davenport (F)
- At-large. Jonathan O. Moseley (F)
- At-large. Timothy Pitkin (F), dal 16 settembre 1805
- At-large. John Cotton Smith (F), fino all'agosto 1806

     Theodore Dwight (F), dal 1º dicembre 1806
- At-large. Lewis B. Sturges (F), dal 16 settembre 1805
- At-large. Benjamin Tallmadge (F)

Delaware
- At-large. James M. Broom (F)

Georgia
- At-large. Joseph Bryan (DR), fino al 1806

     Dennis Smelt (DR), dal 1º settembre 1806
- At-large. Peter Early (DR)
- At-large. David Meriwether (DR)
- At-large. Cowles Mead (DR), fino al 24 dicembre 1805

     Thomas Spalding (DR), dal 24 dicembre 1805 al 1806
     William W. Bibb (DR), dal 26 gennaio 1807
Kentucky
- 1. Matthew Lyon (DR)
- 2. John Boyle (DR)
- 3. Matthew Walton (DR)
- 4. Thomas Sandford (DR)
- 5. John Fowler (DR)
- 6. George M. Bedinger (DR)

Maryland
- 1. John Campbell (F)
- 2. Leonard Covington (DR)
- 3. Patrick Magruder (DR)
- 4. Roger Nelson (DR)
- 5. William McCreery (DR)
- 5. Nicholas R. Moore (DR)
- 6. John Archer (DR)
- 7. Joseph H. Nicholson (DR), fino al 1º marzo 1806

     Edward Lloyd (DR), dal 3 dicembre 1806
- 8. Charles Goldsborough (F)

Massachusetts
- 1. Josiah Quincy III (F)
- 2. Jacob Crowninshield (DR)
- 3. Jeremiah Nelson (F)
- 4. Joseph B. Varnum (DR)
- 5. William Ely (F)
- 6. Samuel Taggart (F)
- 7. Joseph Barker (DR)
- 8. Isaiah L. Green (DR)
- 9. Phanuel Bishop (DR)
- 10. Seth Hastings (F)
- 11. William Stedman (F)
- 12. Barnabas Bidwell (DR)
- 13. Ebenezer Seaver (DR)
- 14. Richard Cutts (DR)
- 15. Peleg Wadsworth (F)
- 16. Orchard Cook (DR)
- 17. John Chandler (DR)

New Hampshire
- At-large. Silas Betton (F)
- At-large. Caleb Ellis (F)
- At-large. David Hough (F)
- At-large. Samuel Tenney (F)
- At-large. Thomas W. Thompson (F)

New Jersey
- At-large. Ezra Darby (DR)
- At-large. Ebenezer Elmer (DR)
- At-large. William Helms (DR)
- At-large. John Lambert (DR)
- At-large. James Sloan (DR)
- At-large. Henry Southard (DR)

New York
- 1. Eliphalet Wickes (DR)
- 2. e 3. (joint districts con due seggi)

     Gurdon S. Mumford (DR)
     George Clinton, Jr. (DR)
- 4. Philip Van Cortlandt (DR)
- 5. John Blake, Jr. (DR)
- 6. Daniel C. Verplanck (DR)
- 7. Martin G. Schuneman (DR)
- 8. Henry W. Livingston (F)
- 9. Killian K. Van Rensselaer (F)
- 10. Josiah Masters (DR)
- 11. Peter Sailly (DR)
- 12. David Thomas (DR)
- 13. Thomas Sammons (DR)
- 14. John Russell (DR)
- 15. Nathan Williams (DR)
- 16. Uri Tracy (DR)
- 17. Silas Halsey (DR)

Ohio
- At-large. Jeremiah Morrow (DR)

Pennsylvania
I primi tre distretti ebbero tre rappresentanti, il quarto ne ebbe due.
- 1. Joseph Clay (DR)
- 1. Michael Leib (DR), fino al 14 febbraio 1806

     John Porter (DR), dall'8 dicembre 1806
- 1. Jacob Richards (DR)
- 2. Robert Brown (DR)
- 2. Frederick Conrad (DR)
- 2. John Pugh (DR)
- 3. Isaac Anderson (DR)
- 3. Christian Lower (DR), fino al 19 dicembre 1806

     Vacante dal 19 dicembre 1806
- 3. John Whitehill (DR)
- 4. David Bard (DR)
- 4. John A. Hanna (DR), fino al 23 luglio 1805

     Robert Whitehill (DR), dal 7 novembre 1805
- 5. Andrew Gregg (DR)
- 6. James Kelly (F)
- 7. John Rea (DR)
- 8. William Findley (DR)
- 9. John Smilie (DR)
- 10. John Hamilton (DR)
- 11. Samuel Smith (DR), dal 7 novembre 1805

Rhode Island
- At-large. Nehemiah Knight (DR)
- At-large. Joseph Stanton, Jr. (DR)

Tennessee
- At-large. John Rhea (DR)
- At-large. George W. Campbell (DR)
- At-large. William Dickson (DR)

Vermont
- 1. Gideon Olin (DR)
- 2. James Elliot (F)
- 3. James Fisk (DR)
- 4. Martin Chittenden (F)

Virginia
- 1. John G. Jackson (DR)
- 2. John Morrow (DR)
- 3. John Smith (DR)
- 4. David Holmes (DR)
- 5. Alexander Wilson (DR)
- 6. Abram Trigg (DR)
- 7. Joseph Lewis, Jr. (F)
- 8. Walter Jones (DR)
- 9. Philip R. Thompson (DR)
- 10. John Dawson (DR)
- 11. James M. Garnett (DR)
- 12. Burwell Bassett (DR)
- 13. Christopher H. Clark (DR), fino al 1º luglio 1806

     William A. Burwell (DR), dal 1º dicembre 1806
- 14. Matthew Clay (DR)
- 15. John Randolph (DR)
- 16. John W. Eppes (DR)
- 17. John Claiborne (DR)
- 18. Peterson Goodwyn (DR)
- 19. Edwin Gray (DR)
- 20. Thomas Newton, Jr. (DR)
- 21. Thomas M. Randolph, Jr. (DR)
- 22. John Clopton (DR)

#### Membri non votanti
Territorio dell'Indiana
- Benjamin Parke, dal 12 dicembre 1805

Territorio del Mississippi
- William Lattimore

Territorio di Orleans
- Daniel Clark, dal 1º dicembre 1806

## Cambiamenti nella rappresentanza

### Senato
| Stato (classe)        | Membro precedente      | Ragione del cambiamento | Successore         | Data della successione        |
| --------------------- | ---------------------- | --- | ------------------ | ----------------------------- |
| Carolina del Nord (2) | Seggio vacante         | Il rappresentante eletto Montfort Stokes (DR) ha rifiutato la carica nel 1804. Sono state indette nuove elezioni. | James Turner (DR)  | Insediato il 22 dicembre 1805 |
| Kentucky (3)          | John Breckinridge (DR) | Breckinridge si è dimesso il 7 agosto 1805, dopo essere stato nominato Procuratore generale. Sono state indette nuove elezioni. | John Adair (DR)    | Insediato l'8 novembre 1805   |
| Georgia (3)           | James Jackson (DR)     | Jackson è deceduto il 19 marzo 1806. Sono state indette nuove elezioni. | John Milledge (DR) | Insediato il 19 giugno 1806   |
| Maryland (3)          | Robert Wright (DR)     | Wright si è dimesso il 12 novembre 1806, dopo essere stato eletto governatore del Maryland. Sono state indette nuove elezioni. | Philip Reed (DR)   | Insediato il 25 novembre 1806 |
| Kentucky (3)          | John Adair (DR)        | Adair si è dimesso il 18 novembre 1806 dopo aver perso le elezioni di riconferma. Il vincitore delle nuove elezioni, Henry Clay, è stato comunque ammesso al seggio senatoriale nonostante non avesse l'età minima prevista per la carica dalla Costituzione. | Henry Clay (DR)    | Insediato il 19 novembre 1806 |
| Carolina del Nord (3) | David Stone (DR)       | Stone si è dimesso il 17 febbraio 1807. Il seggio è rimasto vacante. | Seggio vacante     |                               |

### Camera dei rappresentanti
| Distretto               | Membro precedente         | Ragione del cambiamento                                                                                             | Successore              | Data della successione         |
| ----------------------- | ------------------------- | --- | ----------------------- | ------------------------------ |
| At-large Connecticut    | Seggio vacante            | Il rappresentante Calvin Goddard (F) si è dimesso prima dell'inizio dei lavori del Congresso.                       | Timothy Pitkin (F)      | Insediato il 16 settembre 1805 |
| At-large Connecticut    | Seggio vacante            | Il rappresentante Roger Griswold (F) si è dimesso prima dell'inizio dei lavori del Congresso.                       | Lewis B. Sturges (F)    | Insediato il 16 settembre 1805 |
| 11° Pennsylvania        | Seggio vacante            | Il rappresentante John B.C. Lucas (DR) si è dimesso prima dell'inizio dei lavori del Congresso.                     | Samuel Smith (DR)       | Insediato il 7 novembre 1805   |
| 4° Pennsylvania         | John A. Hanna (DR)        | Hanna è deceduto il 23 luglio 1805.                                                                                 | Robert Whitehill (DR)   | Insediato il 7 novembre 1805   |
| 10° Carolina del Nord   | Nathaniel Alexander (DR)  | Alexander si è dimesso nel novembre 1805 dopo essere stato eletto governatore della Carolina del Nord.              | Evan S. Alexander (DR)  | Insediato il 24 febbraio 1806  |
| Territorio dell'Indiana | Seggio vacante            | Il Territorio ha eletto per la prima volta il proprio delegato da inviare alla Camera dei rappresentanti.           | Benjamin Parke          | Eletto il 12 dicembre 1805     |
| At-large Georgia        | Cowles Mead (DR)          | Mead è stato dichiarato decaduto dalla carica dopo una contestazione delle elezioni in cui era risultato vincitore. | Thomas Spalding (DR)    | Insediato il 24 dicembre 1805  |
| At-large Georgia        | Joseph Bryan (DR)         | Bryan si è dimesso nel 1806.                                                                                        | Dennis Smelt (DR)       | 1º settembre 1806              |
| At-large Georgia        | Thomas Spalding (DR)      | Spalding si è dimesso nel 1806.                                                                                     | William W. Bibb (DR)    | Insediato il 26 gennaio 1807   |
| 1° Pennsylvania         | Michael Leib (DR)         | Leib si è dimesso il 14 febbraio 1806.                                                                              | John Porter (DR)        | Insediato l'8 dicembre 1806    |
| 7° Maryland             | Joseph H. Nicholson (DR)  | Nicholson si è dimesso il 1º marzo 1806.                                                                            | Edward Lloyd (DR)       | Insediato il 3 dicembre 1806   |
| 13° Virginia            | Christopher H. Clark (DR) | Clark si è dimesso il 1º luglio 1806.                                                                               | William A. Burwell (DR) | 1º dicembre 1806               |
| At-large Connecticut    | John Cotton Smith (F)     | Smith si è dimesso nell'agosto 1806.                                                                                | Theodore Dwight (F)     | 1º dicembre 1806               |
| Territorio di Orleans   | Seggio vacante            | Il Territorio ha eletto per la prima volta il proprio delegato da inviare alla Camera dei rappresentanti.           | Daniel Clark            | Eletto il 1º dicembre 1806     |
| 3° Pennsylvania         | Christian Lower (DR)      | Lower si è dimesso il 19 dicembre 1806. Il seggio è rimasto vacante.                                                | Seggio vacante          |                                |
| 6° Carolina del Sud     | Levi Casey (DR)           | Casey è deceduto il 3 febbraio 1807. Il seggio è rimasto vacante.                                                   | Seggio vacante          |                                |

## Comitati
Qui di seguito si elencano i singoli comitati e i presidenti di ognuno (se disponibili).

### Senato
- Army Regulations (select committee)
- Whole

### Camera dei rappresentanti
- Accounts
- Claims
- Commerce and Manifactures
- Elections
- Public Lands
- Revisal and Unfinished Business
- Rules (select committee)
- Standards of Official Conduct
- Ways and Means
- Whole

### Comitati bicamerali (Joint)
- Enrolled Bills